# Sierra del Carche
La sierra del Carche pertenece al sistema Prebético y se encuentra en la porción nororiental de la Región de Murcia (España), en la Comarca del Altiplano, y más concretamente en el municipio de Jumilla. Se trata de un Parque Regional protegido, el cual también se extiende a parte del municipio de Yecla.

## Geografía
El parque regional se encuentra rodeado por las pequeñas poblaciones de Raspay, La Alberquilla y el Carche.
El pico más alto del Carche tiene 1372 metros de altura, se encuentra situado junto a la umbría de la Madama, por lo que a veces también recibe ese nombre, y a un característico pozo de nieve del siglo XVII, similar a los de otras sierras próximas como sierra Espuña o la sierra de Mariola. 
Las montañas son mayoritariamente de tipo calizo y disponen de formaciones geológicas singulares como cabalgamientos y fallas. En el Cabezo de la Rosa se encuentra un diapiro salino. Los barrancos más conocidos son el de San Cristóbal, la Guarafía y la Yedra.

## Flora y fauna
En cuanto a su flora dispone de cinco tipos de hábitats con gran interés para su protección, existiendo formaciones de pinus nigra y tomillares con Teucrium libanitis y lastonares con Brachypodium retusum. Con bastantes endemismos regionales, como la Arctostaphylos uva-ursi subsp. crasifolia y otras flores. En cuanto a la fauna cabe destacar la existencia de rapaces como el águila culebrera, el águila calzada, el aguilucho cenizo, el búho real y el cárabo.

## Restos arqueológicos
Existen diversos yacimientos arqueológicos procedentes de asentamientos de la Edad del Bronce y posteriormente de los íberos, destacando la cueva del Castellar, los Castillicos del Salero y La Romanía. También, han aparecido asentamientos romanos y villas basadas en explotaciones agrícolas y ganaderas.